# 1711 год в музыке

## События
- 24 февраля в Театре Её Величества состоялась премьера оперы «Ринальдо», первой итальянской оперы Георга Фридриха Генделя для английской сцены.
- 3 апреля (предположительно) в часовне замка Вильгельмбург (Шмалькальден) состоялась премьера пастиччо St Mark Passion Иоганна Себастьяна Баха.
- Придворный трубач английской королевы Джон Шор изобрёл камертон.
- Благодаря вдове Николя де Гриньи выходит второе издание коллекции органных произведений композитора «Первая книга для органа» (фр. Premier livre d’orgue).
- Опубликованы 12 концертов «Гармоническое вдохновение» (итал. L’estro armonico) Антонио Вивальди.
- Шведский композитор Юхан Хельмик Руман стал скрипачом и гобоистом шведской придворной капеллы.

## Музыкальные произведения

### Классическая музыка
- Франческо Манфредини — Концерт для двух труб ре мажор (итал. Concerto for 2 Trumpets in D Major)
- Марен Маре — «Пьесы для виолы» (фр. Pièces de Viole)
- Антонио Вивальди — 12 концертов «Гармоническое вдохновение» (итал. L’estro armonico), опубликованы в Амстердаме.
- Томазо Альбинони — Op. 6, 12 sonata da camera.

### Оперы
- Райнхард Кайзер — «Крёз» (нем. Krösus).
- Иоганн Фридрих Фаш — Clomire
- Георг Фридрих Гендель — «Ринальдо»
- Никола Порпора — Flavio Anicio Olibrio

## Родились
- 12 января — Гаэтано Латилла (итал. Gaetano Latilla), итальянский оперный композитор (умер 15 января 1788).
- 29 января — Джузеппе Бонно, австрийский композитор итальянского происхождения (умер 15 апреля 1788).
- 22 апреля — Пал II Эстерхази, 4-й имперский князь (фюрст) дома Эстерхази, известный покровительством музыкантам (умер 18 марта 1762)
- 23 июня — Джованни Баттиста Гваданьини (итал. Giovanni Battista Guadagnini), итальянский гитарный мастер (умер 18 сентября 1786).
- 25 июля — Лоренц Кристоф Мицлер (нем. Wilhelm Friedemann Bach), немецкий и польский музыковед, издатель и медик (умер 8 мая 1788)
- 11 сентября — Уильям Бойс, английский композитор (умер 7 февраля 1779)
- 18 сентября — Игнац Якоб Хольцбауэр, австрийский композитор и педагог (умер 7 апреля 1783 года)
- 25 декабря — Жан-Жозеф де Мондонвиль, французский композитор, скрипач и дирижёр (умер 8 октября 1772)
- дата неизвестна
  - Аруначала Кавираяр, тамильский композитор (умер в 1779).
  - Джеймс Освальд (англ. James Oswald), шотландский композитор, аранжировщик, виолончелист и музыкальный издатель (умер в 1769)
  - Давид Перес (англ. Davide Perez), итальянский оперный композитор (умер 30 октября 1778)
  - Джон Фрэнсис Уэйд (англ. John Francis Wade), английский сочинитель псалмов (умер 16 августа 1786)
  - (предположительно) — Панна Цинка ((венг. Czinka Panna, словац. Panna Cinková), венгерская цыганка, основоположница цыганского скрипичного мастерства (умерла в 1772)

## Скончались
- 19 марта — Томас Кен, английский автор духовных гимнов, епископ Батский (родился в 1637)
- 3 сентября — Элизабет-Софи Шерон, французская художница, поэт, переводчик и музыкант (родилась 3 октября 1648)
- 27 сентября — Кристиан Гайст (нем. Christian Geist), немецкий композитор и органист (родился в 1650)
- 3 ноября — Фердинанд Тобиас Рихтер (нем. Ferdinand Tobias Richter), австрийский барочный органист и композитор (родился 22 июля 1651)
- 25 декабря — Иоганн Николаус Ханфф (нем. Hanff, Johann Nicolaus), немецкий органист и композитор (родился 25 сентября 1663)
- дата неизвестна
  - Луи де Дейстер (нидерл. Louis de Deyster), фламандский музыкант и изготовитель музыкальных инструментов (родился в 1656)
  - Бухуризаде Мустафа Ытри (Buhurizade Mustafa Itri), композитор и исполнитель классической турецкой музыки (родился в 1640)
  - Джованни Баттиста Руджери (итал. Giovanni Battista Ruggieri), итальянский скрипичный мастер (год рождения неизвестен)